# ジェームズ・アウトマン
ジェームズ・マシュー・アウトマン（James Matthew Outman, 1997年5月14日 - ）は、アメリカ合衆国カリフォルニア州レッドウッドシティのプロ野球選手（外野手）。右投左打。MLBのミネソタ・ツインズ所属。

## 経歴

### プロ入り前
高校時代は野球では捕手、アメリカンフットボールではラインバッカーとして活躍した。大学から野球に専念し、外野手に転向した。しかしながら、フットボールのブロックやタックルに耐えてきた身体は硬く、石器人のようなごつごつしたスイングだったと言う。

### プロ入りとドジャース時代
2018年のMLBドラフト7巡目（全体224位）でロサンゼルス・ドジャースから指名されプロ入り。傘下のルーキー+級オグデン・ラプターズでプロデビューし、55試合に出場して打率.264、11本塁打、33打点の成績を記録した。
2019年はA級グレートレイクス・ルーンズで119試合に出場して打率.226、19本塁打、56打点の成績を記録した。
2020年はCOVID-19の影響でマイナーリーグの試合が開催されず、公式戦への出場はなかった。
2021年はA+級グレートレイクスで開幕を迎え、シーズン途中にAA級タルサ・ドリラーズへ昇格。2チーム合計で104試合に出場して打率.266、18本塁打、54打点の成績を記録した。オフにルール・ファイブ・ドラフトでの流出を防ぐために40人枠に登録された。
2022年はAA級タルサで開幕を迎えた。6月にAAA級オクラホマシティ・ドジャースへ昇格。7月31日にメジャーへ昇格し、同日の戦に「9番・右翼手」で先発出場してメジャーデビューを果たした。この試合では初打席でヘルマン・マルケスからメジャー初本塁打を放つなど、3安打、3打点と活躍した。 この年は結局4試合の出場に終わったが、13打数6安打で打率.462、1本塁打、3打点、OPS1.409を記録し、強い印象を残した。。

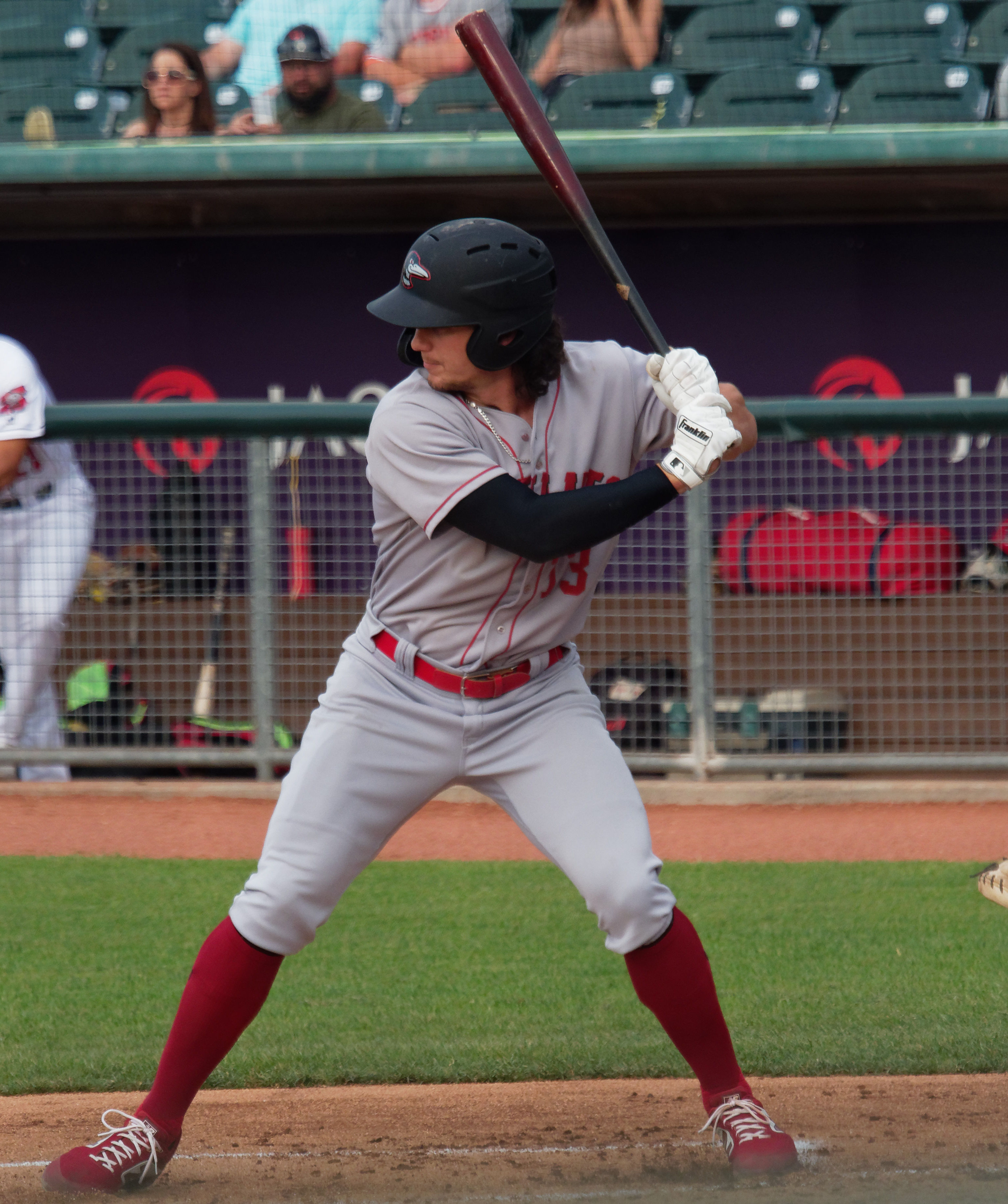
A+級グレートレイクス・ルーンズ時代
（2021年5月25日）

2023年はメジャーの開幕戦からスタメンに名を連ね、151試合に出場、打率.248、23本塁打、70打点、16盗塁、OPS.790と活躍したが、181三振と課題も残した。。強肩で守備範囲が広く、スタットキャストの指標OAA（Outs　Above　Average/野手が平均よりどれだけ多くのアウトを奪っているか）では「＋9」で、メジャーの外野手では7位に入った。また、 ナ・リーグ新人王投票ではコービン・キャロル、千賀滉大につぐ3位だった。。
2024年3月20日に開幕ロースター入りした。同年は53試合の出場で打率.147、4本塁打、11打点、2盗塁 (1盗塁死)に留まった。なお、この年チームはワールドシリーズでニューヨーク・ヤンキースを倒して世界一となったため、自身初となる世界一を経験したがアウトマン自身はポストシーズンのロースターに名を連ねることはシリーズを通じて一度も無かった。
2025年は後述の移籍前までに22試合に出場して打率.103、2本塁打、4打点などを記録していた。

### ツインズ時代
2025年7月31日に中継ぎ右腕のブロック・スチュワートとのトレードで、ミネソタ・ツインズへ移籍した。

## 詳細情報

### 年度別打撃成績
| 年 度    | 球 団    | 試 合 | 打 席 | 打 数 | 得 点 | 安 打 | 二 塁 打 | 三 塁 打 | 本 塁 打 | 塁 打 | 打 点 | 盗 塁 | 盗 塁 死 | 犠 打 | 犠 飛 | 四 球 | 敬 遠 | 死 球 | 三 振 | 併 殺 打 | 打 率 | 出 塁 率 | 長 打 率 | O P S |
| -------- | -------- | ----- | ----- | ----- | ----- | ----- | -------- | -------- | -------- | ----- | ----- | ----- | -------- | ----- | ----- | ----- | ----- | ----- | ----- | -------- | ----- | -------- | -------- | ----- |
| 2022     | LAD      | 4     | 16    | 13    | 6     | 6     | 2        | 0        | 1        | 11    | 3     | 0     | 0        | 0     | 0     | 2     | 0     | 1     | 7     | 0        | .462  | .563     | .846     | 1.409 |
| 2023     | LAD      | 151   | 567   | 483   | 86    | 120   | 16       | 3        | 23       | 211   | 70    | 16    | 3        | 0     | 4     | 68    | 1     | 12    | 181   | 4        | .248  | .353     | .437     | .790  |
| 2024     | LAD      | 53    | 156   | 136   | 12    | 20    | 4        | 0        | 4        | 36    | 11    | 2     | 1        | 0     | 0     | 16    | 0     | 4     | 55    | 0        | .147  | .256     | .265     | .521  |
| MLB：3年 | MLB：3年 | 208   | 739   | 632   | 104   | 146   | 22       | 3        | 28       | 258   | 84    | 18    | 4        | 0     | 4     | 86    | 1     | 17    | 243   | 4        | .231  | .337     | .408     | .745  |

- 2024年度シーズン終了時

### ポストシーズン打撃成績
| 年 度     | 球 団     | シ リ ｜ ズ | 試 合 | 打 席 | 打 数 | 得 点 | 安 打 | 二 塁 打 | 三 塁 打 | 本 塁 打 | 塁 打 | 打 点 | 盗 塁 | 盗 塁 死 | 犠 打 | 犠 飛 | 四 球 | 敬 遠 | 死 球 | 三 振 | 併 殺 打 | 打 率 | 出 塁 率 | 長 打 率 |
| --------- | --------- | ----------- | ----- | ----- | ----- | ----- | ----- | -------- | -------- | -------- | ----- | ----- | ----- | -------- | ----- | ----- | ----- | ----- | ----- | ----- | -------- | ----- | -------- | -------- |
| 2023      | LAD       | NLDS        | 3     | 6     | 5     | 0     | 0     | 0        | 0        | 0        | 0     | 0     | 0     | 0        | 0     | 0     | 1     | 0     | 0     | 3     | 0        | .000  | .167     | .000     |
| 出場：1回 | 出場：1回 | 出場：1回   | 3     | 6     | 5     | 0     | 0     | 0        | 0        | 0        | 0     | 0     | 0     | 0        | 0     | 0     | 1     | 0     | 0     | 3     | 0        | .000  | .167     | .000     |

- 2024年度シーズン終了時

### 年度別守備成績
| 年 度 | 球 団 | 左翼（LF） | 左翼（LF） | 左翼（LF） | 左翼（LF） | 左翼（LF） | 左翼（LF） | 中堅（CF） | 中堅（CF） | 中堅（CF） | 中堅（CF） | 中堅（CF） | 中堅（CF） | 右翼（RF） | 右翼（RF） | 右翼（RF） | 右翼（RF） | 右翼（RF） | 右翼（RF） |
| 年 度 | 球 団 | 試 合      | 刺 殺      | 補 殺      | 失 策      | 併 殺      | 守 備 率   | 試 合      | 刺 殺      | 補 殺      | 失 策      | 併 殺      | 守 備 率   | 試 合      | 刺 殺      | 補 殺      | 失 策      | 併 殺      | 守 備 率   |
| ----- | ----- | ---------- | ---------- | ---------- | ---------- | ---------- | ---------- | ---------- | ---------- | ---------- | ---------- | ---------- | ---------- | ---------- | ---------- | ---------- | ---------- | ---------- | ---------- |
| 2022  | LAD   | 3          | 3          | 0          | 0          | 0          | 1.000      | -          | -          | -          | -          | -          | -          | 1          | 0          | 0          | 0          | 0          | ----       |
| 2023  | LAD   | 17         | 16         | 2          | 0          | 0          | 1.000      | 135        | 299        | 3          | 2          | 1          | .993       | 6          | 3          | 1          | 0          | 0          | 1.000      |
| 2024  | LAD   | 1          | 0          | 0          | 0          | 0          | ----       | 49         | 93         | 2          | 1          | 0          | .990       | 1          | 1          | 0          | 0          | 0          | 1.000      |
| MLB   | MLB   | 21         | 19         | 2          | 0          | 0          | 1.000      | 184        | 392        | 5          | 3          | 1          | .993       | 8          | 4          | 1          | 0          | 0          | 1.000      |

- 2024年度シーズン終了時

### 背番号
- 77（2022年）
- 33（2023年 - 2025年7月30日）